# Jorge Brito Hasbún
Jorge Elías Brito Hasbún (Talca, 12 de enero de 1990) es un ingeniero civil industrial y político del Frente Amplio; es chileno de origen palestino. Desde el año 2018 se desempeña como Diputado por el Distrito 7, que comprende las comunas de Valparaíso, Juan Fernández, Rapa Nui, Viña del Mar, Concón, San Antonio, Santo Domingo, Cartagena, El Tabo, El Quisco, Algarrobo y Casablanca de la Región de Valparaíso. Actualmente cumple con su segundo periodo legislativo consecutivo (2022-2026), tras ser reelecto con 23 603 votos, siendo el candidato que obtuvo la segunda mayoría de sufragios del Distrito 7.

## Biografía
Nació en Talca, el 12 de enero de 1990. Hijo de Jorge y Claudia. Es casado sin hijos. 
Realizó sus estudios primarios y secundarios en el Colegio La Salle de Talca. 
Entre los años 2003 y 2004, representó a Chile en el Congreso de Ciencia Joven en Moscú (2003), Lima y en la ciudad de Fortaleza (2004). 
En el año 2008 inicia sus estudios de Ingeniería Civil Industrial en la Universidad Técnica Federico Santa María de Valparaíso, donde se tituló con nota máxima.
En 2022 se tituló de Magíster en Gestión y Políticas Públicas en la Universidad de Chile.
Durante el desarrollo de su carrera universitaria fue ayudante académico en el área de economía. Además, formó parte del Consejo Académico y Tribunal de Ética Universitaria en su casa de estudios. 
En el ejercicio profesional, se ha desempeñado como docente en el Departamento de Ingeniería Comercial de la Universidad Técnica Federico Santa María y como coordinador de los Proyectos Corfo de apoyo al emprendimiento y la innovación. También fue profesor guía en los procesos de titulación en la misma universidad. 
En el año 2015, junto a otras personas, desarrolló un emprendimiento dedicado a la promoción de la eficiencia energética y a la instalación de paneles fotovoltaicos, aportando al uso de las energías renovables en el centro del país. 
Por otra parte, participó en la creación del área municipal del Observatorio del Gasto Fiscal en Chile, desempeñándose como investigador y miembro de la Red de Observadores.

## Trayectoria política
Inicia su trayectoria política liderando la revolución pingüina del año 2006 en su colegio. Ya en la universidad, en el año 2010, fue dirigente del Centro de Alumnos de su carrera. 
En 2012, fue Presidente de la Federación de Estudiantes de la Universidad Técnica Federico Santa María (FEUTFSM), correspondiéndole un rol en el movimiento estudiantil de ese año. Bajo este cargo participó en la Confederación de Estudiantes de Chile (CONFECh) y del Consejo Superior de la UTFSM.
Fundador y militante de Revolución Democrática en la Región de Valparaíso desde el año 2012, desempeñándose en el 2013 como Coordinador Nacional del Frente Estudiantil e integrante de la Comisión de Derechos Humanos. 
En 2013, inicia la campaña “Fin a la Justicia Militar”, con el objeto de restringir la competencia de los Tribunales Militares en relación con los civiles. Esta campaña reunió más de 13 mil firmas. En este proceso, colaboró con la creación de la primera Agrupación de Víctimas de la Violencia y Abuso Policial, instancia en que le correspondió intervenir en la Comisión de Derechos Humanos de la Cámara de Diputados el 8 de junio de 2016.
En 2014, participa en el Pacto Urbano la Matriz (PULM), involucrándose en el movimiento ciudadano Alcaldía Ciudadana, que organizó las primeras primarias ciudadanas, y que posteriormente llevó a ser electo como alcalde de Valparaíso a Jorge Sharp, en las elecciones efectuadas el 23 de octubre de 2016. 
En agosto de 2017, inscribe su candidatura a diputado por el Distrito 7, que comprende las comunas de Valparaíso, Juan Fernández, Rapa Nui, Viña del Mar, Concón, San Antonio, Santo Domingo, Cartagena, El Tabo, El Quisco, Algarrobo y Casablanca, de la Región de Valparaíso, en representación de su partido, en el Pacto Frente Amplio, resultando electo el 19 de noviembre del mismo año con 13 345 votos con el 4,13% de los sufragios. Asume el 11 de marzo de 2018. 
En 2022 es reelecto, cumpliendo con su segundo periodo legislativo por el mismo distrito. Actualmente, integra la Comisión de Pesca, Acuicultura e Intereses Marítimos, la Comisión de Inteligencia del Estado y la Comisión de Defensa Nacional. 
Presidencias: 
- Comisión de Defensa Nacional (2019-2020)
- Comisión de Pesca Acuicultura e Intereses Marítimos (2022)

Presidió la Comisión Investigadora del Ejército (2018-2019), descubriendo el mayor fraude que procesó a una gran cantidad de oficiales del ejército en viajes y gastos reservados. 
En 2022 integró la Comisión de Hacienda.
En agosto de este año fue elegido como presidente regional de Revolución Democrática por la Región de Valparaíso, en el periodo 2023-2025.

## Trabajo parlamentario

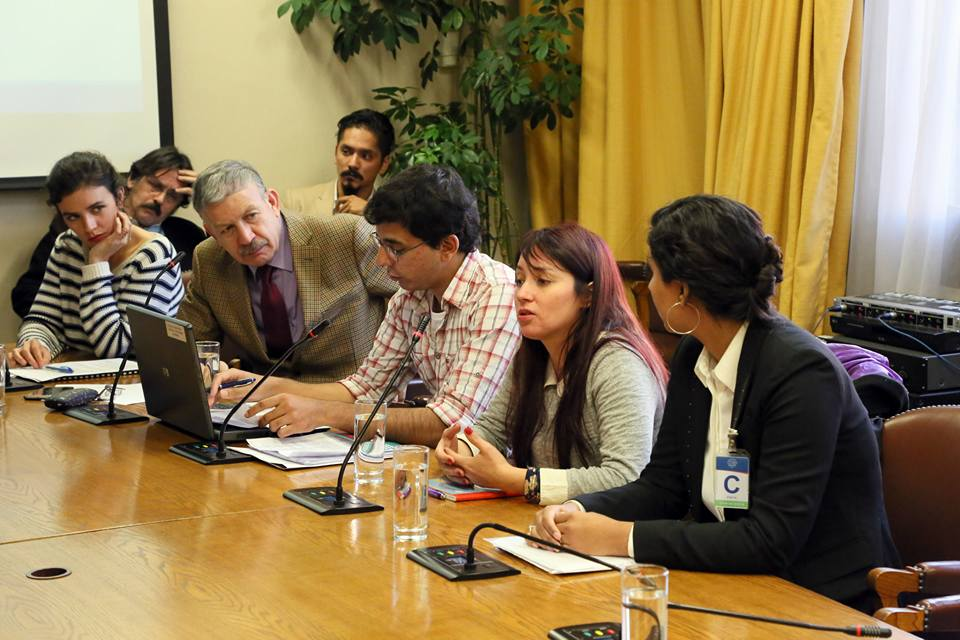
Brito durante una presentación en la comisión de DDHH del Senado

En el año 2019 impulsó la prohibición de la pesca de arrastre de la jibia, proyecto de ley por el cual el presidente Sebastián Piñera recurrió al Tribunal Constitucional, pero que finalmente logró ser aprobado. Actualmente, se encuentra trabajando en el fin al arrastre de la merluza y en la anulación de la Ley de Pesca, legislación polémica por las condenas de soborno a la diputada Marta Isasi (UDI) y el senador Jaime Orpis (UDI) que involucran a la pesquera industrial Corpesca, del Grupo Angelini.
Integró la Comisión Investigadora por las violaciones a los DDHH cometidas posterior a la revuelta social del 2019. En ese contexto ingresó la acusación constitucional en contra del Presidente de la República, responsabilizándolo de estas vulneraciones.
Ante las denuncias de irregularidades en las compras y viajes de algunos militares, constituyó y presidió la Comisión Especial Investigadora del Fraude al Interior del Ejército, poniendo fin a la justicia militar, creando un sistema de protección a los denunciantes y nuevos procesos de compras y viajes para evitar la corrupción.
El 2020 fue censurado de la presidencia de la Comisión de Defensa de la Cámara de Diputadas y Diputados, con el voto opositor de la diputada Loreto Carvajal, acusado de obstruir la llamada "Ley de Inteligencia" impulsada por el Gobierno del Presidente Sebastián Piñera.
Desde el 2018 a la fecha ha presentado 82 proyectos de ley, entre ellos:
1. Modifica la ley N°20.205, que Protege al funcionario que denuncia irregularidades y faltas al principio de probidad, para extender su aplicación al personal de las Fuerzas Armadas, en las condiciones que señala (N° Boletín: 12211-02)
2. Establece el 22 de mayo de cada año como el Día Nacional de la Memoria y Educación sobre Desastres Socio-Naturales (N° Boletín: 12222-04)
3. Modifica la ley N°18.892, General de Pesca y Acuicultura, con el objeto de exigir la remoción de sedimentos a los titulares de concesiones de acuicultura para el cultivo de especies exóticas (N° Boletín: 12050-21)
4. Modifica la ley N°18.892, General de Pesca y Acuicultura, para establecer una cuota de género en la integración de los órganos y el registro pesquero artesanal que ella regula, y adecua definiciones a un lenguaje inclusivo (N° Boletín: 12702-34)
5. Modifica el Código de Justicia Militar en materia de duración en el cargo, de los ministros de Cortes de Apelaciones que integren las Cortes Marciales (N° Boletín: 12638-07)
Solicitó una Comisión Especial Investigadora para aumentar los controles en los puertos y así contribuir al combate del crimen organizado del país.

## Reconocimientos
La Fundación Piensa y El Mercurio de Valparaíso, en el año 2015, le otorga el Premio Jóvenes Líderes, por su trayectoria política, social y apoyo a los emprendedores de la región.

## Actividades complementarias
Fue por más de tres años conductor del programa radial “La Quinta Emprende”, de Radio Valparaíso 102.5 FM, enfocado en la innovación y el emprendimiento, formando parte del equipo de la revista “La Quinta Emprende”.

## Historial electoral

### Elecciones parlamentarias de 2017
- Elecciones parlamentarias de 2017 a diputados por el distrito 7 (Algarrobo, Cartagena, Casablanca, Concón, El Quisco, El Tabo, Rapa Nui, Juan Fernández, San Antonio, Santo Domingo, Valparaíso y Viña del Mar)[4]

### Elecciones parlamentarias de 2021
- Elecciones parlamentarias de 2021 a Diputados por el distrito 7 (Algarrobo, Cartagena, Casablanca, Concón, El Quisco, El Tabo, Rapa Nui, Juan Fernández, San Antonio, Santo Domingo, Valparaíso y Viña del Mar)[5]